# Цвета шума

Смоделированные спектральные плотности мощности как функция частоты для различных цветов шума (фиолетовый, синий, розовый, коричневый/красный). Спектральные плотности нормированы, чтобы значения спектров были приблизительно эквивалентны вблизи 1 кГц.
Наклон СПМ для каждого спектра обеспечивает контекст для соответствующей электромагнитной/цветовой аналогии.

Цвета́ шу́ма — система терминов, приписывающая некоторым видам стационарных шумовых сигналов определённые цвета исходя из аналогии между спектром сигнала произвольной природы (точнее, его спектральной плотностью или, говоря математически, параметрами распределения случайного процесса) и спектрами различных цветов видимого света. Эта абстракция широко используется в отраслях техники, имеющих дело с шумом (акустика, электроника, физика и так далее).
Многие из следующих определений рассматривают спектр сигнала на всех частотах.

## Основные «цвета» шумов
Цветовые соответствия различных типов шумового сигнала определяются с помощью графиков (гистограмм) спектральной плотности, то есть распределения мощности сигнала по частотам. Кроме того, при анализе реальных сигналов большое значение имеет оценка автокорреляционной функции процесса; из всех видов шума белый шум является единственным процессом, в котором значения сигнала в разные моменты времени не зависят друг от друга и никак не связаны (автокорреляция отсутствует). Для оценки порядка автокорреляции (является ли процесс интегрированным, чистым или дифференцированным белым шумом) используются различные статистические методы, например, тест Бройша — Годфри.

### Белый шум
| Белый шум — это сигнал с равномерной спектральной плотностью на всех частотах и дисперсией, равной бесконечности. Является стационарным случайным процессом. Другими словами, такой сигнал имеет одинаковую мощность в одинаковой полосе частот любой части диапазона. К примеру сигнал полосой в 20 Гц между 40 и 60 Гц имеет такую же мощность, что и сигнал полосой 20 Гц между 4000 и 4020 Гц. Неограниченный по частоте белый шум возможен только в теории, так как в этом случае его мощность бесконечна. На практике сигнал может быть белым шумом только в ограниченной полосе частот. | Спектр белого шума 10 секунд белого шума Помощь по воспроизведению файла |

### Розовый, мерцательный (фликкер) шум
| В прикладных областях известен также как мерцательный (фликкер-шум), 1/f шум. Спектральная плотность мощности розового шума определяется формулой ~{\displaystyle 1/f} (плотность обратно пропорциональна частоте), то есть он является равномерно убывающим в логарифмической шкале частот. Например, мощность сигнала в полосе частот между 40 и 60 герц равна мощности в полосе между 4000 и 6000 герц. Спектральная плотность такого сигнала по сравнению с белым шумом затухает на 3 децибела на каждую октаву. Шум мерцаний обладает «памятью» о своём прошлом, равномерной в логарифмической шкале времени. Розовый шум обнаруживается, например, в сердечных ритмах, в графиках электрической активности мозга, в электромагнитном излучении космических тел, а также практически в любых электронных и механических устройствах. Иногда обобщённым розовым шумом называют любой шум, спектральная плотность которого уменьшается с увеличением частоты, то есть включают также красный (броуновский) и другие случайные процессы с забыванием во времени. | Спектр розового шума 10 секунд розового шума Помощь по воспроизведению файла |

### Броуновский (красный, «коричневый») шум
| Спектральная плотность красного шума пропорциональна 1/f², где f — частота. Это означает, что на низких частотах шум имеет больше энергии, чем на высоких. Энергия шума падает на 6 децибел на октаву. Акустический красный шум слышится как приглушённый, в сравнении с белым или розовым шумом. Может быть получен путём интегрирования белого шума (с математической точки зрения интеграл от гауссовского белого шума известен под названием винеровский процесс) или с помощью алгоритма, симулирующего броуновское движение. Спектр красного шума зеркально-противоположен спектру фиолетового. На слух броуновский шум воспринимается более «тёплым», чем белый. Иногда (обычно в текстах, переведённых с английского языка) этот шум называют также «коричневым», переводя фамилию Роберта Броуна (Брауна) (Brown) на русский. «Коричневый» шум назван так не из-за спектра мощности, соответствующего коричневому цвету, а как характерный для броуновского (брауновского) движения. Название красный шум описывает форму спектра мощности (и розовый шум оказывается промежуточным между красным и белым). Также известен как шум случайных блужданий или «шум пьяной ходьбы». | Спектр броуновского шума 10 секунд броуновского шума Помощь по воспроизведению файла |

### Синий (голубой) шум
| Синий шум — вид сигнала, чья спектральная плотность увеличивается на 3 дБ на октаву. То есть его спектральная плотность увеличивается с ростом частоты, и, аналогично белому шуму, на практике он должен быть ограничен по частоте. На слух синий шум воспринимается более резким, нежели белый. Близким к синему шуму является спектр черенковского излучения. Синий шум получается, если продифференцировать розовый шум; их спектры зеркальны. | Спектр синего шума 10 секунд синего шума Помощь по воспроизведению файла |

### Фиолетовый шум
| Фиолетовый шум — вид сигнала, чья спектральная плотность увеличивается на 6 дБ на октаву. То есть его спектральная плотность пропорциональная квадрату частоты и, аналогично белому шуму, на практике он должен быть ограничен по частоте. Фиолетовый шум получается, если продифференцировать белый шум по времени. Спектр фиолетового шума зеркально противоположен спектру красного. | Спектр фиолетового шума 10 секунд фиолетового шума Помощь по воспроизведению файла |

### Серый шум
| Термин серый шум относится к шумовому сигналу, который имеет одинаковую субъективную громкость для человеческого слуха на всём диапазоне воспринимаемых частот. Спектр серого шума получается, если сложить спектры броуновского и фиолетового шумов. В спектре серого шума виден большой «провал» на средних частотах, однако человеческий слух субъективно воспринимает серый шум как равномерный по спектральной плотности (без преобладания каких-либо частот). | Спектр серого шума 10 секунд серого шума Помощь по воспроизведению файла |

Американский глоссарий Федерального стандарта 1037C по телекоммуникациям даёт определения белому, розовому, синему и чёрному шуму.

## Другие
Существуют и другие, менее распространённые названия для видов шума:

### Оранжевый шум
| Оранжевый шум — квазистационарный шум с конечной спектральной плотностью. Спектр такого шума имеет полоски нулевой энергии, рассеянные по всему спектру. Эти полоски располагаются на частотах музыкальных нот. |

### Красный шум
| Красный шум — может быть как синонимом броуновского шума, так и обозначением естественного шума, характерного для больших водоёмов — морей и океанов, поглощающих высокие частоты. Красный шум слышен с берега от отдалённых объектов, находящихся в океане. |

### Зелёный шум
| Зелёный шум — имитация шума естественной среды, без искусственных звуков. Подобен розовому шуму с усиленной областью частот в районе 500 Гц. | 10 секунд зелёного шума Помощь по воспроизведению файла |

### Чёрный шум
| Термин «чёрный шум» имеет несколько определений: - Тишина - Шум со спектром 1/fβ, где β > 2. Используется для моделирования различных природных процессов. Считается характеристикой «природных и искусственных катастроф, таких как наводнения, обвалы рынка и т. п.» - Шум, спектр которого имеет преимущественно нулевую энергию за исключением нескольких пиков - Аудиошум с характеристиками белого шума в ультразвуковом диапазоне (с частотой более 20 кГц), аналогичный т. н. «черному свету» (с частотами слишком высокими, чтобы его можно было воспринимать, но способному воздействовать на наблюдателя или приборы). - Шум со спектром, близким к спектру излучения абсолютно чёрного тела. Таким может быть, например, хокингово излучение чёрной дыры. |